# بوحشانة
بوحشانة مدينة وبلدية تابعة إقليميا إلى دائرة لخزارة ولاية قالمة الجزائرية،
بوحشانة تلك المنطقة الجبلية السياحية التابعة إداريا لولاية قالمة لحتوائها على محمية طبيعية جد رائعة أهم المناطق الريفية وبها المعلم التاريخي كاف الريح وكاف بوزيون وكاف مخدوم أيضا الذي يعتبر أهم منطقة أثرية تكشف الوجود الروماني بوضوح حيث توجد تحف رائعة، وتعيش في تلك المنطقة العديد من الحيوانات ك النمس والثعالب والخنازير البرية والنسور ذات الريش البني والذئاب.
بوحشانة, أيضا منطقة جبلية ذات غابات في طور النمو لديها امتداد شاسع، تحيطها الوديان مثل واد الصخر، وادي حلية وواد فتوح التي بدورها تعتبر مناطق ريفية ذات إطلالة رائعة، إضافة إلى الحمامات المعدنية الطبيعية(حمام عساسلة، حمام الرومية، حمام بن طاهر)، كثيرا ما تشهد هذه المنطقة اعتدالا في الجو خاصة في الصيف حيث تجد جميع الناس ينعمون بنسيمها العليل، وهي أيضا من المناطق المرتفعة ففي الشتاء يزيد الثلج روعة في بوحشانة وينحت الغابات بحلة بيضاء ناصعة...، غاباتها هي من انظف الغابات بالولاية والمتكونة من اشجار الصنوبر والبلوط.

## وصلات أخرى

### وصلات خارجية
1. ↑  إحصاء سكان ولاية قالمة، 2008 نسخة محفوظة 03 مارس 2016 على موقع واي باك مشين.